# Bataille d'Als
Pour les articles homonymes, voir Als.
Guerre des Duchés
Batailles
Bataille de Missunde, évacuation de Dannevirke, bataille de Dybbøl, bataille de Heligoland, bataille d'Als
La bataille d'Als (danois : Slaget om Als) a lieu du 29 juin au 1er juillet 1864 entre les royaumes de Danemark et de Prusse.

## Préparation

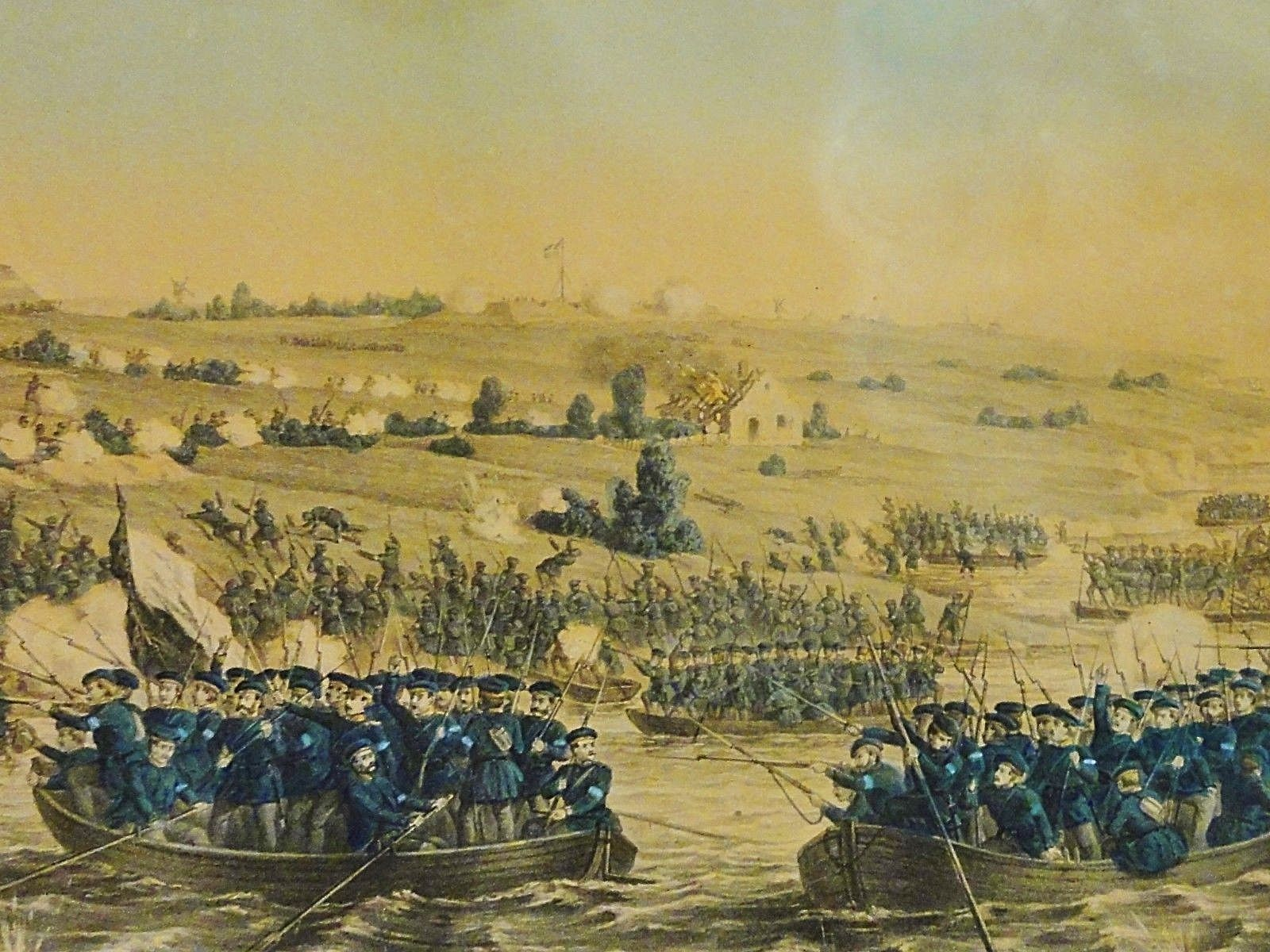
Le débarquement amphibie à Arnkiel

Le 26 juin 1864, un court armistice expire, le 1er corps d'armée du général der Infanterie Herwarth von Bittenfeld avance de Sundeved (da) à Als. L'état-major prussien donne l'ordre de briser l'Als Sund (da) - le détroit qui sépare Als du Jutland - dans la nuit du 28 au 29 juin 1864, les éléments suivants sont utilisés pour traverser :
La 6e division d'infanterie sous les ordres du lieutenant-général von Manstein
- 12e brigade d'infanterie Roeder : 24e régiment d'infanterie et 64e régiment d'infanterie
- 26e brigade d'infanterie (de) Goeben : 55e régiment d'infanterie et 15e régiment de la Landwehr

La 13e division d'infanterie sous les ordres du lieutenant-général von Wintzingerode (de)
- 11e brigade d'infanterie Canstein : 35e régiment de fusiliers et 60e régiment d'infanterie (de)
- 25e brigade d'infanterie Friedrich von Schmid : 13e régiment d'infanterie et 53e régiment d'infanterie[1]

Øster Snogbæk (da) à la pointe nord du détroit est choisi pour la traversée, car là-bas, on reste caché aux yeux des soldats danois par la forêt de Sottrup Stroskov. Le commandant d'Als, le colonel Peter Frederik Steinmann, a trois brigades :
- Brigade Faaberg avec les 4e et 6e régiments
- Brigade Bülow avec les 5e et 10e régiments
- Brigade Kaufmann avec les 3e et 18e régiments

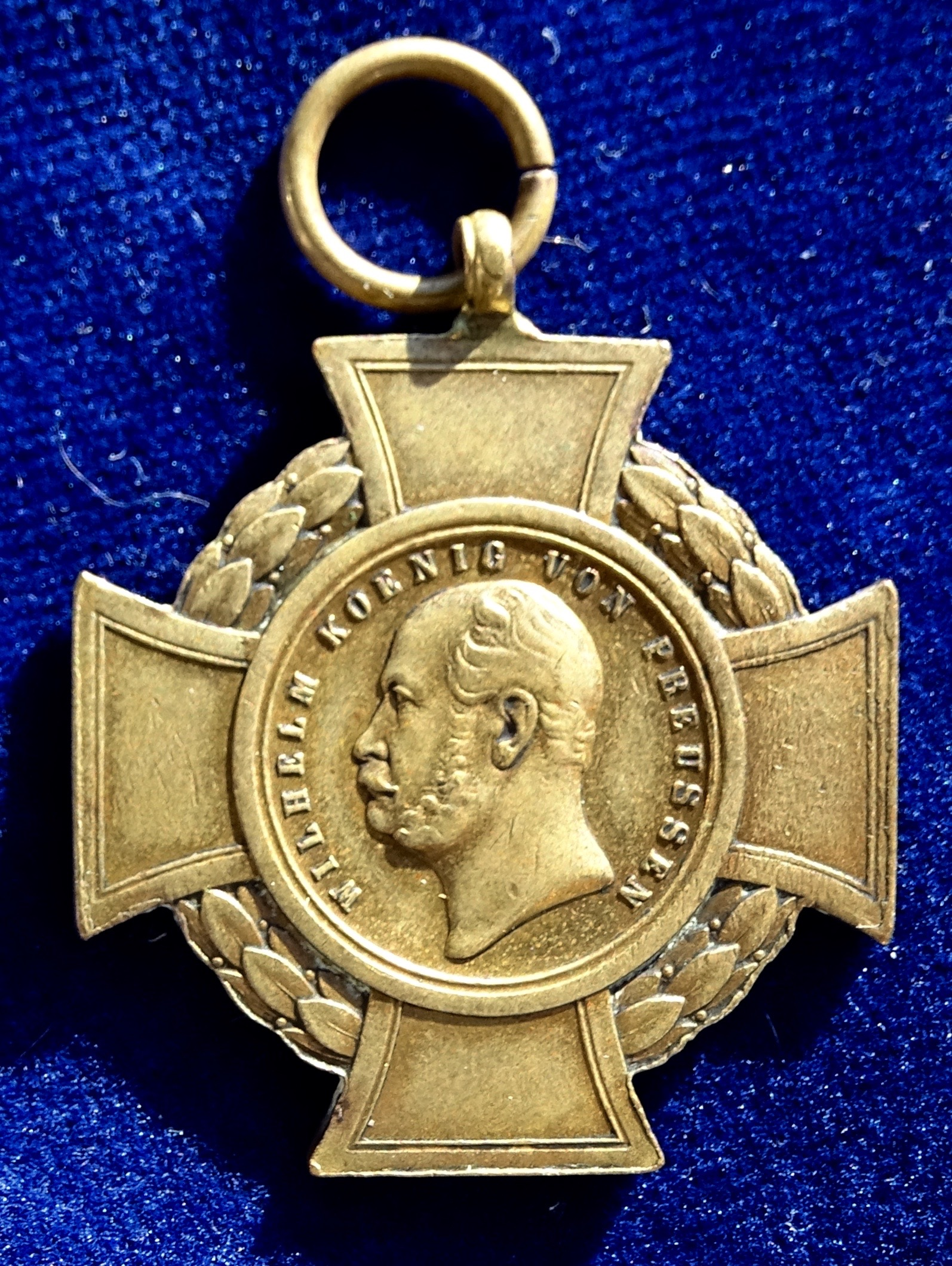
Croix d'Alsen 1864 pour la bataille d'Als. Offert par le roi Guillaume Ier de Prusse pour tous les combattants et non-combattants qui ont participé à la bataille.

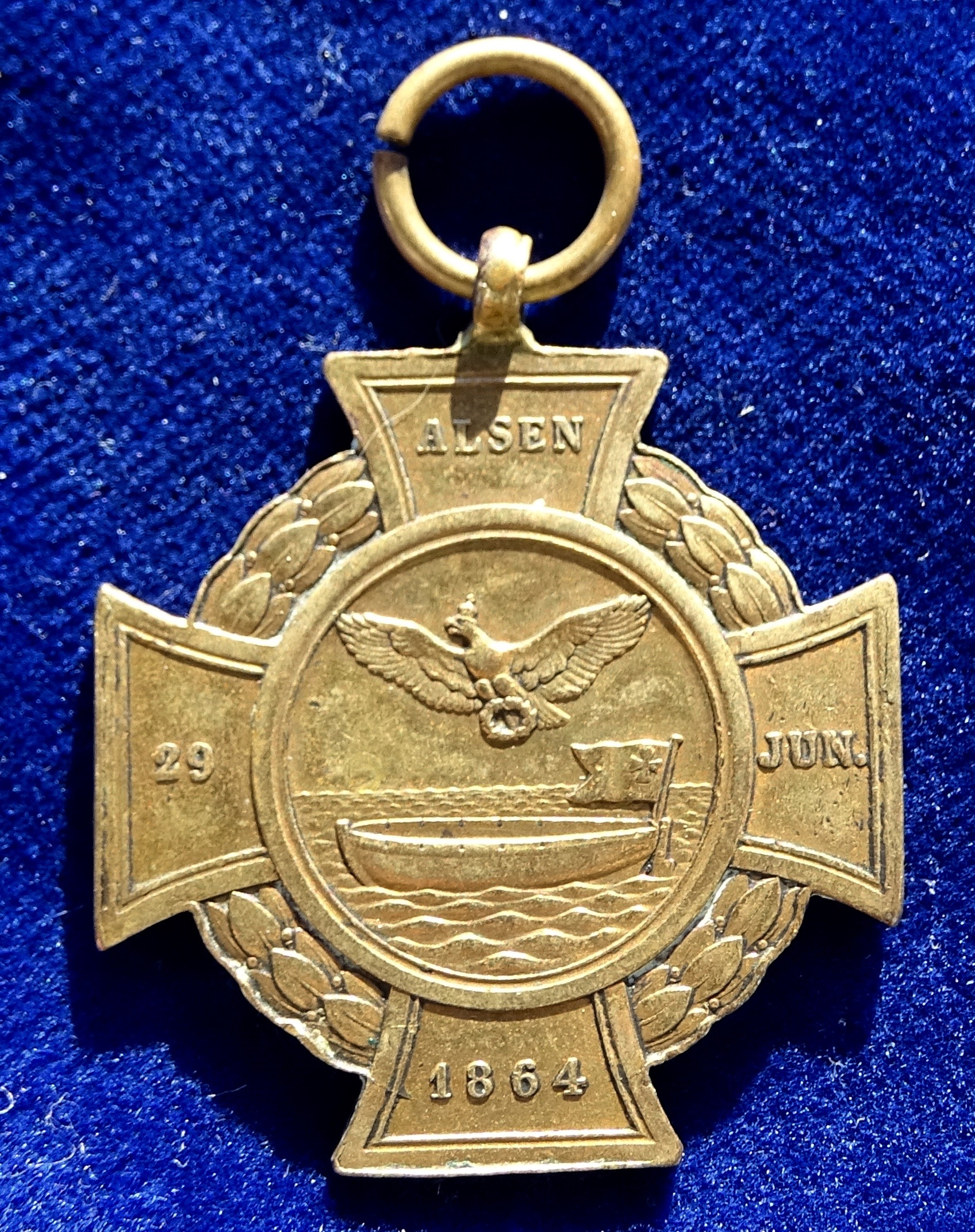
L'arrière de la croix d'Alsen

Après que le commandant en chef prussien, le prince Frédéric-Charles a décidé de traverser le détroit à son embouchure nord, la grande concentration d'artillerie à Ballegaard n'est plus nécessaire. De Sonderburg à Arnkielsöre, les Danois construisent environ 10 à 12 retranchements de l'autre côté du détroit, dont les plus puissants sont ceux de Rönhof et d'Arnkiel. La division prussienne Manstein est désignée pour passer avec la 12e brigade d'infanterie du général von Roeder à Satrupholz et entre en possession des batteries de Fohlenkoppel et de l'ouvrage avancé de Rönhof. Les 24e et 64e régiments doivent d'abord être embarqués, puis les 15e et 55e régiments ainsi que le 3e bataillon de chasseurs à pied (de). Plus tard, la division Manstein doit avancer vers Ulkebüll et Hörup pour empêcher les Danois de battre en retraite à travers la mer. La division Wintzingerode doit suivre lors de la deuxième traversée, avec la 25e brigade d'infanterie en tête et dirigée vers Ulkebüll; derrière elle, la 11e brigade d'infanterie doit suivre en réserve. Sur l'aile extrême gauche, près de Schnabeck-Hage, une puissante batterie a érigée pour empêcher la marine danoise d'entrer dans le détroit.

## Déroulement de la bataille
Le 29 juin à 2 heures du matin, environ 2 500 soldats prussiens commencent à traverser le détroit dans de petites embarcations. Le navire à tour (de) danois Rolf Krake (de) cause de grandes difficultés aux Prussiens et force les soldats à interrompre la traversée. L'opération ne peut se poursuivre qu'après qu'un canon prussien a touché le navire au niveau du pont, le forçant à rebrousser chemin. Le capitaine Rothe doit annuler sa mission au bout de deux heures et 116 coups de feu.
À 2 h 15, les premières troupes débarquent à Arnkil (de) et peuvent prendre les positions danoises sous de violents bombardements. Un pont flottant peut être construit à partir d'ici pour permettre à plus de soldats de traverser. Après une bataille, Sønderborg et Kær (da) peuvent également être conquis après une courte période. Les Danois restants doivent ensuite se retirer à Kegnæs (da), où les soldats se rendent aux Prussiens ou ont évacués par des navires. La brigade danoise Kaufmann, qui recule derrière Ulkebüll et prend position entre le fjord d'Augustenburg et la forêt méridionale, couvre la retraite des brigades Faaborg et Bülow vaincues. L'armée danoise a subi environ 3 000 pertes dans cette bataille.

## Monument d'Arnkiel
En 1872, le monument d'Arnkiel (de) est érigé sur l'Als Sund (da) à Arnkiel.